# David Holmdahl
David Edvard Holmdahl, född 30 mars 1887 i Tvååkers socken, död 25 februari 1956 i Uppsala, var en svensk läkare.
Holmdahl blev medicine doktor och docent i anatomi vid Lunds universitet 1918, prosektor i anatomi och biträdande lärare i fysikalisk diagnostik 1922 samt överläkare vid tuberkuloskliniken 1929. Holmdahl utnämndes 1930 till professor i anatomi vid Uppsala universitet, med undervisningsskyldighet i makroskopisk anatomi, och blev 1931 överläkare och intendent vid Sätra brunn. Han ägnade sig främst åt embryologisk forskning, och inlade stora förtjänster vid utformandet av läran om kroppsutbildningens olika stader. Holmdahl utgav även kliniska och militär-medicinska arbeten.
David Holmdahl var bror till arkitekten Gustav och generaldirektören Otto Holmdahl samt farbror till läkaren Martin Holmdahl. Han var från 1916 gift med Elin (Ea) Cullberg (1889-1982), syster till Harry och John Cullberg.